# Grzegorz Rasiak
Grzegorz Rasiak (phát âm tiếng Ba Lan: [ˈɡʐɛɡɔʐ ˈraɕak]), sinh ngày 12 tháng 1 năm 1979 là một cựu cầu thủ bóng đá chuyên nghiệp người Ba Lan. Sau khi khởi nghiệp tại quê nhà Ba Lan, Rasiak chuyển tới Anh thi đấu cho Derby County vào năm 2004. Sau đó anh cũng từng khoác áo các đội bóng Tottenham Hotspur, Southampton, cũng như bị đem cho mượn tới Bolton Wanderers và Watford, rồi đầu quân cho Reading vào tháng 8 năm 2009. Anh rời Reading để gia nhập câu lạc bộ AEL Limassol ở Síp vào năm 2010, có một mùa chơi bóng ở đây rồi quay về Ba Lan thi đấu, cuối cùng treo giày vào năm 2014.
Từ 2002 đến 2007, anh đã khoác áo tuyển quốc gia Ba Lan với 37 lần ra sân, ghi 8 bàn và góp mặt tại Giải vô địch bóng đá thế giới 2006.

## Sự nghiệp cấp câu lạc bộ

### Ba Lan
Rasiak sinh ra tại Szczecin. Ở mùa 1996–97, Rasiak gia nhập câu lạc bộ Warta Poznań ở giải hạng hai và chơi ở đây hai mùa. Năm 1998, anh chuyển đến câu lạc bộ GKS Bełchatów ở hạng nhất, rồi chuyển tới Odra Wodzisław ở mùa 2000–01. Mùa bóng kế tiếp, anh đầu quân cho câu lạc bộ Dyskobolia Grodzisk Wielkopolski và giành được những thành công đầu tiên. Trong 3 mùa tại Dyskobolia anh thi đấu 66 trận, ghi 34 bàn và đá cặp ăn ý với Andrzej Niedzielan ở mùa 2003–04. Thời gian chơi bóng cho Dyskobolia Grodzisk Wielkopolski giúp Rasiak tạo được đột phá. Trong 3 mùa bóng Grodzisk anh thi đấu 66 trận và ghi tổng cộng 34 bàn. Anh cũng đá tốt với Andrzej Niedzielan và một số ít cầu thủ hộ công.
Năm 2004, anh được câu lạc bộ AC Siena của Ý tái chiêu mộ. Sau đó có thông tin cho hay anh không thể chơi cho câu lạc bộ vì Siena đã hết suất cho cầu thủ nước ngoài.

### Derby County
Rasiak gia nhập câu lạc bộ Derby County của giải Championship vào ngày 24 tháng 9 năm 2004 dưới dạng chuyển nhượng tự do. Trong mùa giải đầu tiên cùng câu lạc bộ anh ghi 16 bàn sau 35 trận, giúp Derby cán đích ở vị trí thứ 4 nhưng không giành được quyền chơi các trận play-off.
Sau khi không thể lên hạng, câu lạc bộ gặp áp lực về tài chính và buộc phải huy động vốn từ ngân hàng, làm cho Rasiak bị bán cho câu lạc bộ Tottenham Hotspur ở giải bóng đá Ngoại hạng Anh với mức phí được cho là 3 triệu bảng Anh.

### Tottenham Hotspur
Rasiak ký hợp đồng với Spurs vào ngày 31 tháng 8 năm 2005, ở ngày cuối của thị trường chuyển nhượng. Sau khi anh đến, huấn luyện viên Martin Jol miêu tả Rasiak là "một người đàn ông, cầu thủ có mục tiêu lớn, chăm chỉ và trung thực với thành tích ghi bàn tốt." Thời gian chơi bóng của Rasiak tại White Hart Lane trở nên trồi sụt bởi thiếu cơ hội ra sân ở đội một.

### Southampton
Tháng 2 năm 2006, Rasiak được đem cho mượn từ Spurs đến câu lạc bộ Southampton ở Championship, nơi huấn luyện viên cũ của anh ở Derby là ông George Burley đang tại vị. Giao kèo ban đầu chỉ là cho mượn 3 tháng, trước khi thành ký hợp đồng dài hạn vào tháng 8 năm 2006, Rasiak gia nhập Southampton với mức phí 2 triệu bảng Anh.
Ở mùa 2006–07 anh chiếm suất đá chính, ghi 17 bàn tính đến giữa tháng 1 năm, cộng thêm 2 bàn nữa ở Cúp FA. Thanh tích này bao gồm cú đúp ở giải vô địch quốc nội và một bàn ở cúp FA, tất cả đều trong các trận sân khách. Sau giai đoạn giữa tháng 1 anh mất vị trí ở đội hình xuất phát vào tay cầu thủ đồng hương Marek Saganowski, nhưng kết thúc mùa giải ở vị trí tay săn bàn số một của câu lạc bộ với 21 bàn thắng.

## Sự nghiệp cấp đội tuyển

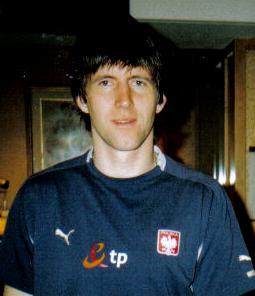
Rasiak trong màu áo tuyển Ba Lan vào tháng 8 năm 2007

Rasiak có trận ra mắt tuyển Ba Lan vào ngày 10 tháng 2 năm 2002 trong trận giao hữu gặp Đảo Faroe dưới thời huấn luyện viên Jerzy Engel. Sau đó anh phải chờ một năm nữa để có lần ra sân tiếp theo cho đội tuyển dưới thời huấn luyện viên Paweł Janas, rồi chiếm suất đá chính trên tuyển.
Tháng 8 năm 2005 anh nằm trong thành phần tuyển Ba Lan tham dự Giải tưởng niệm Valeri Lobanovsky 2005.
Rasiak có 37 trận ra sân cho tuyển quốc gia, ghi được 8 bàn thắng và là nhân tố giúp Ba Lan giành vé dự Giải vô địch bóng đá thế giới 2006. Anh cũng được lựa chọn vào 23 tuyển thủ quốc gia tranh tài tại vòng chung kết vô địch thế giới tại Đức. Hai năm sau anh không được triệu tập để tham dự Giải vô địch bóng đá châu Âu 2008.

### Bàn thắng cho đội tuyển
| #  | Ngày                 | Nơi tổ chức     | Đối thủ        | Tỉ số | Kết quả | Giải đấu                          |
| -- | -------------------- | --------------- | -------------- | ----- | ------- | --------------------------------- |
| 1. | 14 tháng 2 năm 2003  | Split, Croatia  | Macedonia      | 0–3   | Thắng   | Giao hữu                          |
| 2. | 16 tháng 11 năm 2003 | Płock, Ba Lan   | Serbia         | 4–3   | Thắng   | Giao hữu                          |
| 3. | 14 tháng 12 năm 2003 | Ta' Qali, Malta | Litva          | 3–1   | Thắng   | Giao hữu                          |
| 4. | 15 tháng 8 năm 2005  | Kyiv, Ukraina   | Serbia         | 3–2   | Thắng   | Giải tưởng niệm Valeri Lobanovsky |
| 5. | 17 tháng 8 năm 2005  | Kyiv, Ukraina   | Israel         | 3–2   | Thắng   | Giải tưởng niệm Valeri Lobanovsky |
| 6. | 17 tháng 8 năm 2005  | Kyiv, Ukraina   | Israel         | 3–2   | Thắng   | Giải tưởng niệm Valeri Lobanovsky |
| 7. | 14 thang 2006        | Wronki, Ba Lan  | Quần đảo Faroe | 4–0   | Thắng   | Giao hữu                          |
| 8. | 14 tháng 5 năm 2006  | Wronki, Ba Lan  | Quần đảo Faroe | 4–0   | Thắng   | Giao hữu                          |